# Post reditum in senatu
Post reditum in senatu ('Al Senat després del retorn'), també conegut com a Cum de reditu suo senatui gratias egit ('Discurs de gratitud sobre el seu retorn al Senat') i, sobretot, Cum senatui gratias egit ('Discurs de gratitud al Senat') és el primer de la sèrie de tres discursos, juntament amb Post reditum ad Quirites i De domo sua, que va pronunciar Marc Tul·li Ciceró a la seva arribada a Roma l'any 57 aC, després del seu exili.

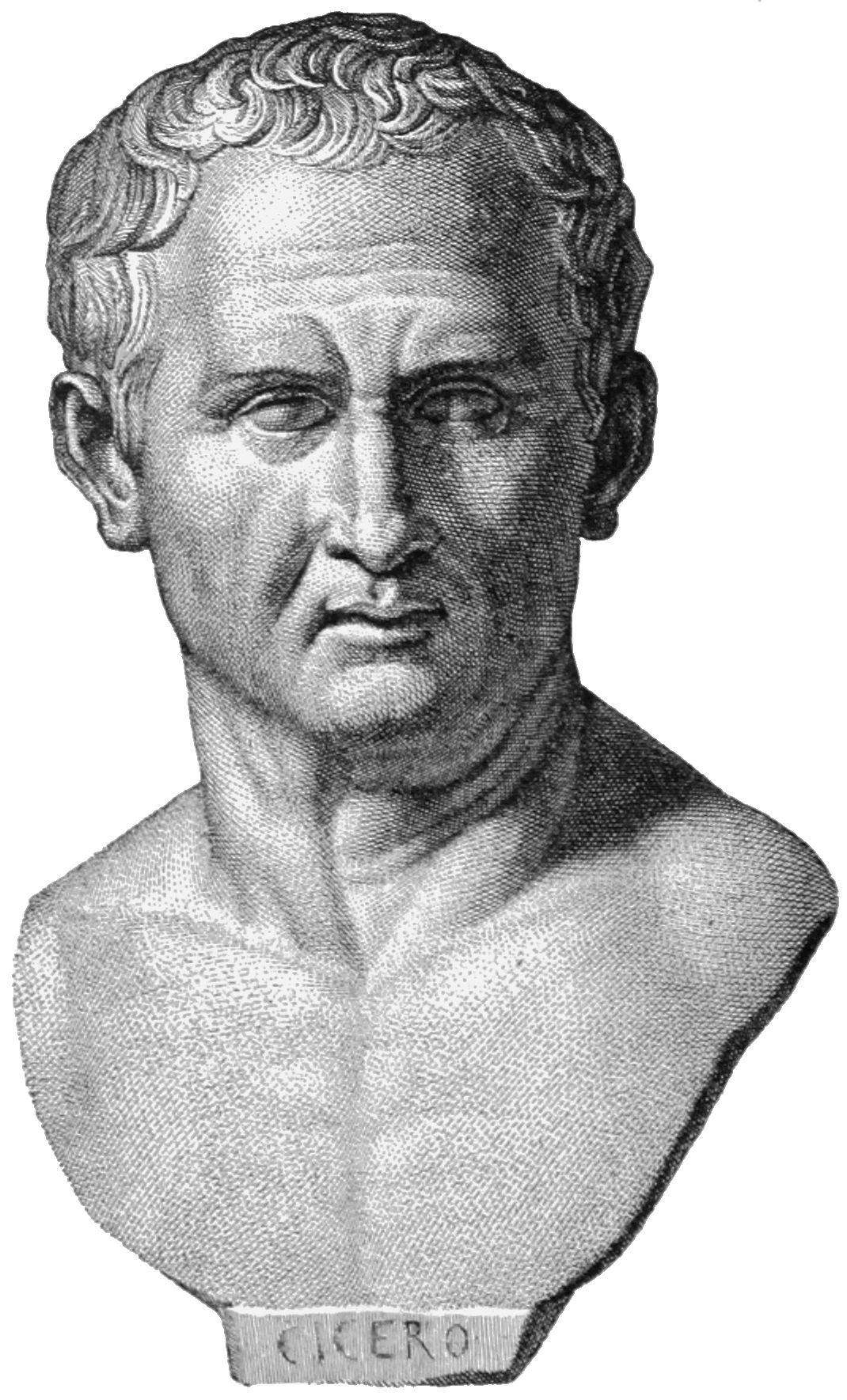
Bust de Marc Tul·li Ciceró

En aquest parlament hi duu a terme la vindicació de les seves passades accions en favor de la res publica i titlla d'il·legal el seu exili, així com agraeix els senadors d'haver-li permès tornar.

## Context
L'exili de Ciceró té el seu origen en la rivalitat entre el partit aristocràtic, del qual havia arribat a ser-ne el principal representant, i el partit democràtic, liderat per Juli César. El futur dictador va voler propiciar la desaparició fàctica del poder polític que havia obtingut l'altre després de la Conjuració de Catilina aprofitant l'ambició sense escrúpols de Publi Clodi. Aquest va aconseguir ser adoptat per Publi Fonteius, en una resolució considerada dubtosa i afavorida per César amb el consentiment de Pompeu. Així va arribar a ser tribú de la plebs l'any 59, es posa d'acord, comprant-los amb la promesa de proconsolats profitosos, amb els dos cònsols escollits aquell any, Luci Calpurni Pisó i Antoni Gabini; paral·lelament, promet a Ciceró que no serà acusat de cap manera. L'any següent, però, Clodi posa en marxa el projecte de llei de capite ciuis Romani, que privava d'aigua i foc aquell que hagués mort un ciutadà romà sense judici, amb el punt de mira dirigit vers ell. Ciceró, en veure’s perdut, emprèn un exili voluntari abans de sotmetre’s al càstig de la llei, temedor de les conseqüències que podia comportar veure’s jutjat. Com a reacció a aquest fet, el tribú de la plebs promou una nova llei: la lex de exilio Ciceronis, concernint directament l'exiliat, que a més d'aplicar-li el càstig privatiu d'aigua i foc, també preveia la confiscació dels béns, la prohibició al Senat de reclamar-lo en retorn i, mitjançant un decret posterior, imposava un allunyament de més de 500 milles d'Itàlia; en cas d'infracció, el càstig era la mort.
Ciceró marxa primer a Bríndisi, des d'on viatja, travessant el mar, a Dirràquium. D'allà es dirigeix a Cízic, però Gneu Planci, qüestor de Macedònia, el troba a Tessalònica i el fa quedar-s'hi. Durant aquest exili, que a ell li semblarà insuportable, a Roma la situació s'ha violentat a causa de Clodi i se celebren nous comicis, que designen Publi Corneli Lèntul i Quint Cecili Metel, ambdós a favor del retorn de Ciceró, com a magistrats. Després de diverses temptatives fallides, finalment el gener de l'any 57 Lèntul i Metel proposen fer tornar l'exiliat, però Sext Attili Serrà va fer ús del seu veto; Quint Fabrici i Marc Cispi, en resposta, van decidir consultar el poble, fet que va desencadenar una escaramussa al bell mig de Roma entre els gladiadors que havia alliberat Clodi, amb la clara intenció d'impedir la consulta, i els mercenaris que havia reclutat Miló, després que Publi Sesti fos ferit i l'hi impedissin iniciar una acció judicial.
En aquesta situació límit, i per castigar Clodi, Pompeu presenta una resolució votada per la ciutat de Càpua que demanava la derogació de la llei, i inicia així una gira de propaganda al llarg d'Itàlia, que resulta, finalment i després de l'acord de Cèsar, en la presentació al juliol d'una moció peremptòria al Senat, que va declarar-s'hi favorable gairebé unànimement per 416 vots contra 1 (el de Clodi), i el 4 d'agost els comicis centuriats van votar unànimement la lex Cornelia, que atorgava el retorn a Ciceró i la restitució dels seus béns. Aquest, després de reunir-se a Bríndisi amb la seva filla, va emprendre una marxa triomfal fins a Roma, on va arribar el 4 de setembre i hi pronuncià els seus discursos d'agraïment.

## Acusació
No es tracta d'un discurs plenament jurídic, Ciceró culpa Clodi d'il·legalitat en les lleis que havia promulgat, principalment advertint en aquest discurs que la constitució romana prohibia explícitament escriure una llei contra un particular i l'absència de judici i condemna d'acord amb la llei. A més, també defensa la seva decisió de no emprar les armes en un conflicte d'aquest tipus.

## Estructura
Aquest discurs és un agraïment al Senat i, com a tal, començant expressant-li la seva gratitud, ja que gràcies a ell ha pogut recuperar tots aquells beneficis atorgats d'antic al ciutadà romà (1-2); tot seguit en fa un elogi, recordant l'oposició a la violència i les amenaces de Clodi, i rememora les accions dutes a terme en aquests mesos convulsos per Luci Ninni, Pompeu, Lèntul i Metel, que van acabar de congraciar el Senat amb la idea del seu retorn (3-5); en oposició, presenta l'actitud dels seus adversaris, que només generaven temor i desesperança (6-7); reprèn Lèntul i Metel per lloar-los en la defensa de la causa de la res publica, que alhora és la seva, i enfrontar-se als maldestres cònsols anteriors (8-10); contraposa igualment a aquest encert en els actes, la menyspreança dels seus predecessors, amb retrets constants a la conducta vergonyosa de Gabini i la rudesa de Pisó, així com al·lusions als guanys que n'havien tret de la seva posició (11-18); expressa la seva gratitud vers els actors polítics de l'any 57, especialment Miló, Sesti, i Lèntul, tot remarcant l'actitud dels pretors Luci Cecili i Marc Calcidi i recordant els greuges que li han causat d'altres (19-24); fa extensiu l'agraïment a tot Itàlia, ja que va respondre a la demanda del restabliment de Ciceró, i torna a destacar l'actitud de Metel, Lèntul i, aquesta vegada, Pompeu, així com la bona disposició de Miló i Sesti, insistint també en la resposta del Senat en els moments difícils (24-31); recorda els antecedents del seu exili, la situació de conflicte a Roma, i exposa les raons de la seva marxa, tot fent palès el seu convenciment que la seva tornada respon a un redreçament en l'ordre de la res publica, compartit per Gneu Planci (32-35); en la peroració, Ciceró intercala entre la seva professió de fe en la república, un paral·lel entre el seu retorn i el de tres exiliats històrics, per acabar tornant a recordar el coratge de tot Itàlia en la seva actuació i manifestant la seva voluntat de seguir endavant (36-39).

## Contingut
Ciceró es dirigeix als senadors expressant-los reconeixença pel fet d'haver-li permès de tornar a Roma i per tot allò que han fet envers la seva família. No permet, tanmateix, que ningú oblidi les seves actuacions en profit del benestar comú i de fet les defensa en aquest parlament, tot dibuixant-se com un home d'estat, que analitza els esdeveniments dels anys recents, recorda i agraeix els actes duts a terme en el seu favor, i es dedica per complet a la república.

## Transmissió textual
La tradició ha unit aquest discurs amb els dos ja citats, Post reditum ad Quirites i De domo sua, i constitueixen el corpus de parlaments fets per Ciceró quan va ser cridat de nou a Roma. Els còdexs que els conserven són els següents:
Parisinus (P): data del segle IX i conté tots tres discursos i s'hi distingeixen tres mans, l'autor original del manuscrit, un revisor contemporani, i un corrector del segle xv aproximadament. Es conserva a la Bibliothèque Nationale de París.
Harleianus (H): data dels volts del segle xiii i conté els tres discursos. Hi ha unes poques correccions  i algunes notes al marge, d'escriptura lleugerament posterior. Es conserva al British Museum, a Londres.
Gemblacensis (G), dit Bruxellensis: data del segle xii i conté els dos discursos d'agraïment més el De domo sua, sota el títol In Clodium. El text inicial ha estat nombrosament corregit per un revisor. Es troba a la Koninklijke Bibliotheek België a Brussel·les.
Erfurtensis (E), dit Berolinensis: data del segle xii. Si bé abans hi havia figurat tots tres discursos, avui només se'n conserva el Cum senatui i part del Cum populo. El text inicial ha patit diverses correccions contemporànies. Es conserva al Neues Musem de Berlin.
Erlagensis (ε): data del 1466 i conté els dos agraïments.
Pithoeanus (F): hi ha algunes lliçons conservades al marge d'una edició que pertanyia a Denis Lambin que contenen les dues accions de gràcies. Es conserva a Heidelberg.
Palatinus (V), dit Vaticanus: data de 1467 i conté els tres discursos. Es conserva a la Biblioteca Apostolica Vaticana, a la Ciutat del Vaticà.

### Edicions
Les edicions modernes més recents les debem a textos ja ben establerts i amb l'aplicació de les aportacions de la crítica textual moderna. Les més importants són: la de N. H. Watts a Loeb Classical Library (Londres, 1923); la de W. Peterson a la Biblioteca Oxoniensis (Oxford, 1911); la de P. Wuilleumier per a la Collection Budé (París, 1952); i, per acabar, la de T. Maslowski, amb un ampli estudi sobre la historia dels textos, a la Bibliotheca Teubneriana (Leipzig, 1981).
L'edició catalana, de la Fundació Bernat Metge (Barcelona, 1994) a càrrec de D. Condom, pren com a base l'edició de Wuilleumier, amb les aportacions de Peterson i Maslowski.